# Bindfelde
Bindfelde ist ein Ortsteil der gleichnamigen Ortschaft der Hansestadt Stendal im Landkreis Stendal in Sachsen-Anhalt, (Deutschland).

## Geographie

### Lage
Bindfelde, ein Straßendorf mit Kirche, liegt etwa zwei Kilometer südöstlich von Stendal in der Altmark. Nordwestlich liegt der Schießplatz Bindfelde östlich Stendal, der als Fauna-Flora-Habitat-Gebiet unter Schutz steht.
Nachbarorte sind Stendal im Nordwesten, Charlottenhof im Osten und Langensalzwedel im Südwesten.

### Ortsteilgliederung
Zur Ortsteil gehört neben dem Dorf Bindfelde der Wohnplatz Charlottenhof, ein ehemaliges Vorwerk, das ursprünglich den von Bismark in Uenglingen gehörte.

## Geschichte

### Mittelalter bis Neuzeit

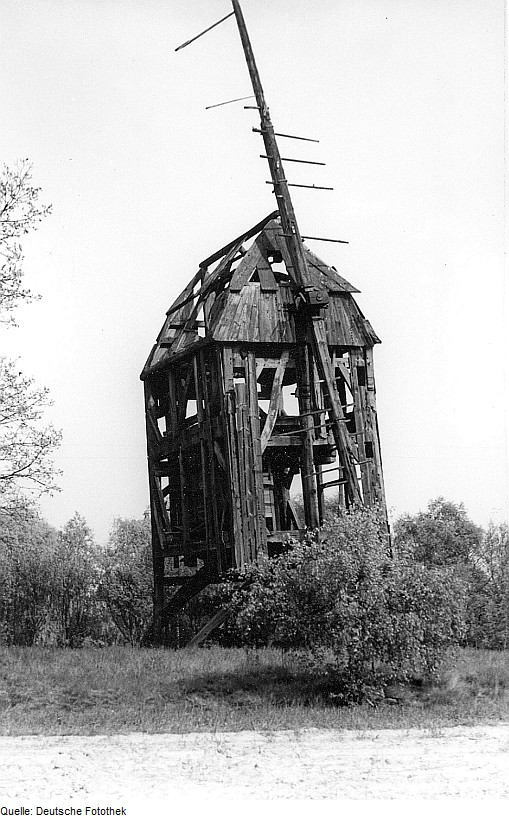
Bockwindmühle vor Bindfelde (1974)

Im Jahre 1212 wurde ein Albertus de Buntveld im Lager bei Weißensee in einer Urkunde genannt. Das Dorf wurde 1353 in einer Schenkung des Markgrafen Ludwig an die Jakobikirche Stendal als Villa Buntveld erwähnt. Im Landbuch der Mark Brandenburg von 1375 wird das Dorf als Buntfelde und Buͤntfelde aufgeführt. Weitere Nennungen sind 1440 zu Buntfelde, 1540 Binthfelth, 1687 Bindfelde und 1804 Dorf und Gut Bündfelde, Bindfelde mit 10 Ganzbauern, 14 Kossäten, einem Kätner, 7 Einliegern, einer Schmiede und einem Krug.
Im Juni 2012 wurde mit einem Festumzug durch das Dorf und Veranstaltungen auf einer Festwiese „800 Jahre Bindfelde“ gefeiert. Es gab selbst geschmierte Stullen mit „Bindfeldschem Kaviaa“, also Pflaumenmus.

### Landwirtschaft
Bei der Bodenreform wurden 1945 ermittelt: 35 Besitzungen unter 100 Hektar hatten zusammen 726 Hektar, eine Kirchenbesitzung hatte 42 Hektar, die Besitzung Charlottenhof mit 210 Hektar wurde von der SMAD verwaltet und bewirtschaftet. Enteignet wurden 210 Hektar und aufgeteilt
wurden 79 Hektar auf 9 Landarbeiter und landlose Bauern, 109 Hektar erwarben 4 landarme Bauern, 4 Hektar 7 Kleinpächter, 92 Hektar 10 Umsiedler, 17 Hektar gingen an die Gemeinde.
Im Jahre 1953 entstand die erste Landwirtschaftliche Produktionsgenossenschaft vom Typ III, die LPG „Lyssenko“ in Charlottenhof.

### Gewerbe
Südlich des Dorfes war 1993 an der Bundesstraße 188 ein Gewerbegebiet mit einem Baumarkt errichtet worden, der nach 10 Jahren schloss. Nach Jahren des Leerstandes soll das Gelände ab 2019 wieder als genutzt werden, nachdem es durch eine Teilungsvollstreckung versteigert wurde.

### Windmühle
Südlich des Dorfes in der heutigen Straße „An der Mühle“ Nr. 2 stand bis in die Ende 1970er Jahre eine Bockwindmühle. Bereits 1818 gab es eine Windmühle.

### Herkunft des Ortsnamens
Heinrich Sültmann leitet den Ortsnamen von biunt ab, entstanden aus biwund = das Herumgewundene. Er übersetzt den Ortsnamen als „eingehegtes Feld“.

### Eingemeindungen
Ursprünglich gehörte das Dorf Bindfelde zum Tangermündeschen Kreis der Mark Brandenburg in der Altmark. Zwischen 1807 und 1813 lag es im Stadtkanton Stendal auf dem Territorium des napoleonischen Königreichs Westphalen. Nach weiteren Änderungen gehörte die Gemeinde ab 1816 zum Kreis Stendal, dem späteren Landkreis Stendal.
Am 25. Juli 1952 wurde es in den Kreis Stendal umgegliedert. Am 1. Juli 1994 kam es zum heutigen Landkreis Stendal. Am 23. März 1994 bildete Bindfelde zusammen mit Staffelde und Stendal die Verwaltungsgemeinschaft Stendal mit Stendal als Trägergemeinde. Fünf Jahre später verlor die Gemeinde nach einem Bürgerentscheid ihre politische Selbständigkeit und wurde zum 15. oder 30. April 1999 nach Stendal eingemeindet.

### Einwohnerentwicklung
| Jahr           | 1734 | 1772 | 1790 | 1798 | 1801 | 1818 | 1840 | 1864 | 1871 | 1885 | 1892 | 1895 | 1900 | 1905 |
| Dorf Bindfelde | 141  | 72   | 177  | 181  | 186  | 186  | 211  | 225  | 205  | 259  | 279  | 259  | 271  | 251  |
| Landhaus       |      |      |      |      |      |      |      |      | 013  | 08   |      | 06   |      | 06   |
| Mühle          |      |      |      |      |      |      |      |      |      | 07   |      | 04   |      | 04   |

| Jahr | Einwohner |
| ---- | --------- |
| 1925 | 320       |
| 1939 | 286       |
| 1946 | 504       |
| 1964 | 311       |
| 1971 | 313       |
| 1981 | 271       |

| Jahr | Einwohner |
| ---- | --------- |
| 1993 | 231       |
| 2013 | [00]226   |
| 2014 | [00]227   |
| 2018 | [00]212   |
| 2019 | [00]224   |
| 2021 | [00]219   |

| Jahr | Einwohner |
| ---- | --------- |
| 2022 | [00]223   |
| 2023 | [0]220    |

Quelle, wenn nicht angegeben, bis 1993:

## Religion
Die evangelische Kirchengemeinde Bindfelde, die früher zur Pfarrei Staffelde bei Hämerten gehörte, wird betreut vom Pfarrbereich Bindfelde im Kirchenkreis Stendal im Bischofssprengel Magdeburg der Evangelischen Kirche in Mitteldeutschland.
Nach den Angaben Ernst Machholz stammen die ältesten überlieferten Kirchenbücher für Bindfelde aus dem Jahre 1732. Ältere Einträge finden sich bei Staffelde. Friedrich Hoßfeld gibt an, dass die Kirchenbücher mit Register 1679 beginnen.

## Politik

### Bürgermeister
Die letzte Ortsbürgermeisterin der Ortschaft Bindfelde war Melanie Berner.

### Ortschaftsrat
Bei der Ortschaftsratswahl am 9. Juni 2024 trat die Wählergemeinschaft „Wir für Bindfelde“ an. Sie gewann alle 5 Sitze. Gewählt wurden 3 Männer und 2 Frauen. Von 186 Wahlberechtigten hatten 153 ihre Stimme abgegeben, die Wahlbeteiligung betrug damit 82,26 Prozent.
Die vorherige Ortschaftsratswahl am 26. Mai 2019 hatte mangels Bewerbern nicht stattgefunden. Eine für den 10. November 2019 angesetzte Neuwahl fand aus gleichem Grunde nicht statt.

## Kultur und Sehenswürdigkeiten

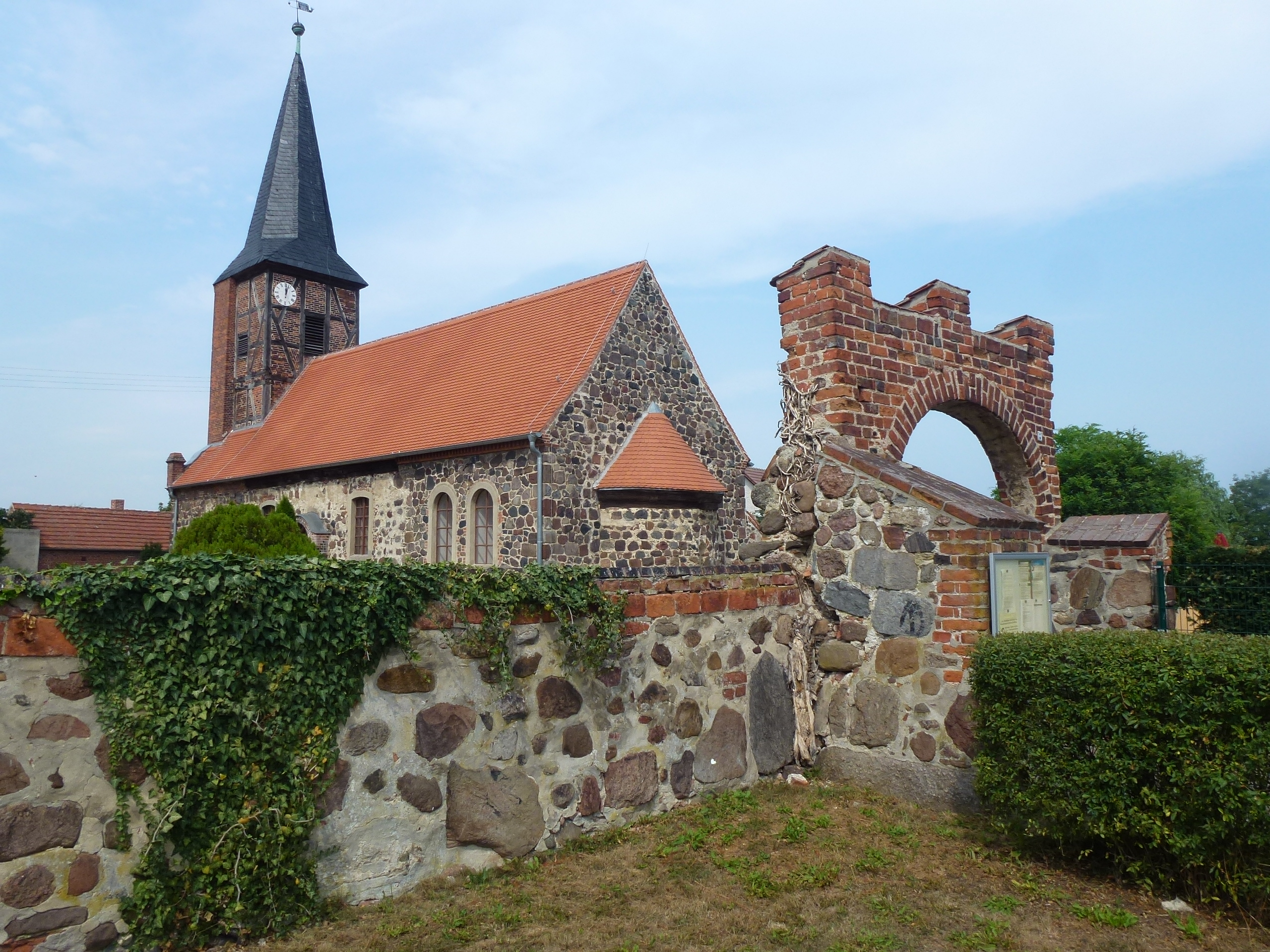
Kirche mit Friedhofseingang

- Die Evangelische Dorfkirche Bindfelde ist eine Feldsteinkirche aus der Mitte des 13. Jahrhunderts mit einem aufgesetzten Fachwerkturm, der zwischen 1738 und 1739 den alten Turm ersetzte.[30]
- Der Ortsfriedhof ist auf dem Kirchhof. Als Friedhofseingang dient ein Backsteintor aus dem 16. Jahrhundert.[30]
- Eine Grabstätte auf dem Ortsfriedhof erinnert an zwei polnische Kriegsgefangene, die während der Zeit des Nationalsozialismus Opfer der Zwangsarbeit wurden.

## Nahverkehr
Nördlich des Dorfes verläuft die ICE-Strecke Hannover–Berlin.
Der Haltepunkt Bindfelde liegt an der Bahnstrecke Stendal–Tangermünde. Er wird mit Regionalbahnen der Hanseatische Eisenbahn im Stundentakt bedient. Im benachbarten Stendal bestehen überregionale Bahnanschlüsse nach Wolfsburg, Berlin, Magdeburg und Schwerin. Es verkehren Linienbusse und Rufbusse von Stendalbus.

## Trivia – Bindfeldscher Kaviaa
Hanns H. F. Schmidt überlieferte 1994 die Anekdote über den Krüger Ludwig Schulz in Bindfelde. Eines Tages vor gut 100 Jahren kamen junge Kaufleute in den Krug und bestellten großsprecherisch russischen Kaviar. Der Gastwirt wusste, dass es sich dabei um eine dunkle Masse handelte. Er sagte zu seiner Frau in der Küche „Mudder, mak maol Plumenmaus (Pflaumenmus) up de Untertass', da sind 'n paor Stendelsche, die wolln mi för dumm verköpen.“ Die volle Untertasse kredenzte er der erstaunten Runde: „Herr Schulz, das ist doch kein echter Kaviar!“ „Doch, doch“ erklärte der Gastwirt schmunzelnd „dat is de echte Bündfell'sche Kaviar!“ Eine ähnliche Anekdote über den Gastwirt ist aus dem Jahre 1899 in einer Zeitung in Indianapolis überliefert.